# Udruga hrvatskih studenata Uskoplje
Udruga hrvatskih studenata "Uskoplje" (UHSU) osnovana je u Uskoplju 19. kolovoza 2004. Udruga je nastala na inicijativu članova  Hrvatske uzdanice Uskoplje, te je prva studentska udruga utemeljena na području skopaljske doline. Udruga se, između ostalog, bavi i izdavačkom djelatnošću pa tako izdaje studentski list "Zvono".
Na inicijativu nekoliko članova UHSU-a, u Zagrebu je 28. svibnja 2008. osnovana "Udruga bosanskih studenata".